# 空がこんなに青いとは
空がこんなに青いとは（そらがこんなにあおいとは）は、1970年に発表された日本の楽曲。作詞は岩谷時子、作曲は野田暉行。

## 概要
第37回（1970年）「NHK全国学校音楽コンクール 小学校の部」課題曲である。1970年6月 - 7月には『みんなのうた』でも放送された。歌は東京放送児童合唱団。
1970年7月10日に、NHKのドキュメンタリー番組『現代の映像』にて「空がこんなに青いとは」と題された回が放送され、テーマ曲ともなった。大阪市内・工場地帯の公害問題を扱ったこの回では、当時コンクールで3年連続優勝していた大阪市立北恩加島小学校の生徒たちが、公害地区のどんよりとした空の下で、課題曲であるこの曲の練習に励む様が取り上げられている。2000年9月の『NHKアーカイブス』番組内で再放送された。
2部合唱ではあるが、途中で歌詞分岐（パート別に歌いだしが分かれる、または歌詞が異なる）がない曲である。4/4拍子（1番と2番に2/4拍子が1回）、曲のテンポは、4分音符=108となっている。なお、この曲は第51回（1984年）の課題曲（B）にもなっている。
1980年代後半に放映の、当時野球解説者だった長嶋茂雄が出演したMr.SANYOのテレビCMに用いられ、再び広く知られるようになった（長嶋が本楽曲を歌唱している映像になっているが、音声は少年少女の合唱によるものだった）。
「みんなのうた発掘プロジェクト」により音声が提供され、2014年6月 - 7月にラジオのみで44年ぶりに再放送された。5年後の2019年にも6月 - 7月にラジオのみの再放送。